# (5852) Nanette
(5852) Nanette est un astéroïde de la ceinture principale.

## Description
(5852) Nanette est un astéroïde de la ceinture principale. Il fut découvert le 19 avril 1991 à l'Observatoire Palomar par Carolyn S. Shoemaker et David H. Levy. Il présente une orbite caractérisée par un demi-grand axe de 2,74 UA, une excentricité de 0,21 et une inclinaison de 18,6° par rapport à l'écliptique.

## Compléments